# Haider al-Abadi
Haider Al-Abadi (o al-'Ibadi; árabe: حيدر العبادي) (nacido en 1952) es un político iraquí que ocupó el cargo de primer ministro de Irak. El presidente Fuad Masum le asignó la formación de un gabinete el 11 de agosto de 2014, y fue aprobado por el Consejo de Representantes de Irak el 8 de septiembre de 2014 y cesó del cargo el 25 de octubre de 2018.

## Primeros años y educación
Al-Abadi se graduó de la escuela secundaria, en 1970, de Al-Hidayah Al-Markaziyah en Bagdad. En 1975, obtuvo una licenciatura en Ingeniería Eléctrica de la Universidad Tecnológica de Bagdad. En 1980, obtuvo un doctorado en ingeniería electrónica de la Universidad de Mánchester.

## Papel político
Al-Abadi se unió al Partido Islámico Dawa en 1967, después de días de finalizar la Guerra de los Seis Días entre árabes e israelíes. Sus tres hermanos fueron arrestados en 1980, 1981 y 1982 por su pertenencia al Partido Islámico Dawa. En 1977, al-Abadi se convirtió en el jefe del partido en Londres, Reino Unido, mientras estudiaba allí. En 1979, se convirtió en miembro de la dirección ejecutiva del partido. En 1983, el gobierno de la época le quitó el pasaporte por conspirar contra el Partido Baaz.[cita requerida]

## Exilio
Al-Abadi permaneció en el Reino Unido, en un exilio voluntario, hasta la invasión estadounidense de Irak en 2003; durante este periodo fue:
- Director general de una pequeña empresa de alta tecnología de diseño de transporte y desarrollo de la empresa vertical y horizontal en Londres (1993-2003)

- Un Alto consultor de la industria tecnológica en cuestiones relacionadas con el movimiento de personas en Londres (1987-2003).

- Líder de investigación para un importante contrato de modernización en Londres (1981-1986).

- Registrador de una patente en Londres, sobre el sistema de tránsito rápido (2001).

- Fue galardonado con una subvención por su capacidad intelectual y tecnológica por el Departamento del Reino Unido de Comercio e Industria (1998).

## Regreso a Irak

### Durante la ocupación estadounidense
En 2003, Al-Abadi convenció a los escépticos del plan de privatización Autoridad Provisional de la Coalición (CPA), que proponía a Paul Bremer, señalando que tenían que esperar a que un gobierno legítimo que se formase. En octubre de 2003, Al-Abadi con los 25 de los ministros interinos del Consejo de Gobierno protestó ante Paul Bremer y rechazó la demanda de la Autoridad Provisional para privatizar las empresas y la infraestructura de propiedad del Estado iraquí antes de formar un gobierno legítimo.
La Autoridad Provisional, dirigida por Bremer, se peleó con Al-Abadi y el Consejo de Gobierno. La Autoridad Provisional posteriormente trabajó todo el Consejo de Gobierno, para la formación de un nuevo gobierno que se quedó en deuda con esta hasta que se hayan completado las elecciones generales, lo que provocó las acciones armadas más agresivas de la Insurgencia iraquí contra el personal de la coalición lideradas por Estados Unidos.
Mientras Al-Abadi fue ministro de Comunicaciones, la Autoridad Provisional adjudicó licencias a tres operadores de telefonía móvil para cubrir todo Irak. A pesar de que tenían una pobre señal
Al-Abadi no estaba dispuesto a ser un sello de goma y se introdujo más condiciones de las licencias de telecomunicaciones.
Entre ellos se indica que un gobierno iraquí era soberano tiene el poder de modificar o cancelar las licencias e introducir una cuarta licencia nacional, lo que provocó algunos roces con la administración provisional.
En 2003, los informes de prensa indicaron funcionarios iraquíes bajo investigación por un acuerdo cuestionable que implica Orascom, una compañía de telecomunicaciones con sede en Egipto, que a finales de 2003 se adjudicó un contrato para proveer una red móvil para el centro de Irak. Al-Abadi afirmó que no había trato ilícito de los premios completados.
En 2004, se reveló que estas acusaciones eran mentiras, y una revisión del Departamento de Defensa de Estados Unidos encontraron que la contratación de las telecomunicaciones ha sido influenciada de manera ilegal en un esfuerzo infructuoso dirigido por desgracia subsecretario adjunto de Defensa John A. Shaw, no por los iraquíes.

### Después de la ocupación
Entre enero y diciembre de 2005, se desempeñó como asesor del primer ministro de Irak en el primer gobierno elegido.
Fue elegido miembro del Parlamento iraquí en las elecciones parlamentarias de Irak, diciembre de 2005 y presidió la comisión parlamentaria de Economía, Inversión y Reconstrucción. Al-Abadi fue reelegido en las elecciones parlamentarias de Irak de 2010 como miembro del Parlamento iraquí que representa Bagdad. En 2013, presidió el Comité de Finanzas y fue el centro de una disputa parlamentaria sobre la asignación del presupuesto iraquí de 2013.
El nombre de Al-Abadi se distribuyó como candidato a primer ministro durante la formación del gobierno iraquí en 2006, durante el cual Ibrahim al-Jaafari fue reemplazado por Nuri al Maliki como primer ministro.
En 2008, Al-Abadi se mantuvo firme en su apoyo a la soberanía iraquí, insistiendo en las condiciones específicas del acuerdo con los Estados Unidos sobre la presencia en Irak.
En 2009, Al-Abadi fue identificado por la revista Middle East Economic Digest como una persona clave en la reconstrucción de Irak.
Es un miembro activo del Comité Asesor de Petróleo de Irak, la participación en las Conferencias de Petróleo de Irak de 2009 a 2012.
Fue uno de varios políticos iraquíes que apoyan una demanda contra Blackwater como consecuencia del despido de 2010 cargos criminales contra el personal de Blackwater involucrados el asesinato en 2007 de 17 civiles iraquíes.
Al-Abadi fue a dar de nuevo como un posible primer ministro durante las duras negociaciones entre los bloques políticos iraquíes después de las elecciones de 2010 para elegir un reemplazo al titular PM Nuri al Maliki. De nuevo en 2014, fue nominado por los partidos políticos chiitas como un candidato alternativo para el primer ministro.

### Haider al-Abadi primer ministro
El 24 de julio de 2014, Fuad Masum se convirtió en el nuevo presidente de Irak. Él, a su vez, nominó al-Abadi a primer ministro al asignarle la misión de formar un gabinete el 11 de agosto.
De acuerdo a la Constitución, para que la nominación o designación surtiera efecto, al-Abadi debía formar un gobierno y ser confirmado o ratificado por el Parlamento por mayoría absoluta (al menos la mitad más uno de los diputados del Parlamento), dentro de los 30 días siguientes.  Al-Maliki, sin embargo, se negó a renunciar a su cargo y remitió el asunto a la Corte Federal alegando que la nominación del presidente era una "violación de la Constitución." Él dijo: "La insistencia en esto hasta el final es la protección del Estado."
El 14 de agosto de 2014, en vista de la creciente llamadas de los líderes mundiales y los miembros de su propio partido, el primer ministro asediado anunció su renuncia para dar paso a Al-Abadi.
El Consejo de Representantes de Irak aprobó el nuevo gobierno de al-Abadi y su programa, el 8 de septiembre de 2014; 177 de los 289 diputados del Consejo de Representantes que asistieron a la sesión votaron a favor de aprobar el programa del nuevo gobierno. De inmediato el primer ministro y sus ministros tomaron posesión de sus cargos; al día siguiente, 9 de septiembre, al-Abadi presidió la primera reunión del Consejo de Ministros de su gobierno.